# Бараненко, Владимир Яковлевич
Владимир Яковлевич Бараненко (1923—1975) — капитан Советской Армии, участник Великой Отечественной войны, Герой Советского Союза (1946).

## Биография

### Ранние годы
Родился 13 августа 1923 года в селе Кербутовка ныне Борзнянского района Черниговской области (Украина) в крестьянской семье. Русский. Вместе с семьей переехал в город Хасавюрт (ныне Республика Дагестан). Там окончил неполную среднюю школу № 4, затем аэроклуб в городе Махачкала. 

### В РККА
Прибавив себе год, уходит в Красную Армию (призван в армию в мае 1941 года Хасавюртовским райвоенкоматом). В 1942 году окончил Краснодарскую военную авиационную школу пилотов, эвакуированную в город Пугачев Саратовской области. Получил военную специальность летчика-истребителя. После окончания школы продолжал службу в запасном, а затем учебно-тренировочном полку, где прошел переобучение на штурмовик Ил-2. 

### В годы войны
В действующей армии – с апреля 1943 года. Сражался на Южном, 4-м Украинском, 3-м, 1-м, 2-м Прибалтийских, Ленинградском фронтах в 232-м, а затем 947-м штурмовом авиационном полку 289-й штурмовой авиационной дивизии. Боевые вылеты совершал с июля 1943 года. На Южном фронте в составе 8-й воздушной армии принимал участие в Миусской наступательной операции (17 июля – 2 августа 1943 года); Донбасской наступательной операции (13 августа – 22 сентября 1943 года); Мелитопольской наступательной операции (26 сентября – 5 ноября 1943 года), в том числе освобождении города Мелитополь. На 4-м Украинском фронте в составе 8-й воздушной армии участвовал в Никопольско-Криворожской наступательной операции (30 января – 29 февраля 1944 года) и освобождении города Никополь; Крымской наступательной операции (8 апреля – 12 мая 1944 года), в том числе освобождении города Героя Севастополь. На 3-м Прибалтийском фронте в составе 14-й воздушной армии принимал участие в освобождении Эстонии – Тартуской наступательной операции (с 18 августа по 6 сентября 1944 года) и Латвии – Рижской наступательной операции (с 14 сентября по 4 октября 1944 года) – составной части Прибалтийской стратегической операции. На 1-м Прибалтийском фронте в составе 3-й воздушной армии участвовал в поддержке наземных войск фронта в наступательных боях на шяуляйском направлении, разгроме шяуляйской группировки противника, прорыве к Балтийскому морю, блокировании на Курляндском полуострове германской группы войск «Север». На 2-м Прибалтийском, а с 4 апреля 1945 года – Ленинградском фронте в составе 15-й воздушной армии участвовал в разгроме курляндской группировки противника. 
К маю 1945 года совершил 128 успешных боевых вылетов на штурмовку техники и живой силы противника на самолете Ил-2. Уничтожил 23 танка, 8 самоходных орудий, 4 самолета на аэродромах, 65 автомашин, 7 складов с боеприпасами, 3 паровоза, 23 вагона с грузами, 4 баржи, 17 орудий зенитной и малокалиберной зенитной артиллерии, 14 полевых орудий, в воздушном бою сбил 1 самолет противника типа Ю-88, провел 19 воздушных боев с истребителями противника, уничтожил и рассеял при штурмовке переднего края обороны противника свыше двух батальонов пехоты.

### Подвиг
Указом Президиума Верховного Совета СССР от 15 мая 1946 года за мужество и героизм, проявленные при нанесении штурмовых ударов по врагу, Бараненко Владимиру Яковлевичу присвоено звание Героя Советского Союза с вручением ордена Ленина и медали «Золотая Звезда». 

Из наградного листа на присвоение звания Героя Советского Союза:
На фронте Отечественной войны с 17.04.1943 года. За этот период боевой работы совершил 128 успешных боевых вылетов на штурмовку техники и живой силы противника на самолете Ил-2. Являясь летчиком-штурмовиком – охотником, истребителем танков, тов. Бараненко за это время уничтожил 23 танка, 8 самоходных орудий, 4 самолета на аэродромах, 65 автомашин, 7 складов с боеприпасами, 3 паровоза, 23 вагона с грузами, 4 баржи, 17 орудий ЗА и МЗА, 14 полевых орудий, в воздушном бою сбил 1 самолет противника типа Ю-88, провел 19 воздушных боев с истребителями противника, уничтожил и рассеял при штурмовке переднего края обороны противника свыше двух батальонов пехоты. 
Его боевая работа по фронтам: Южный фронт С 17.07 1943 по 20.10.1943 года – из районов Шахты - Совхоз № 15 совершил 40 боевых вылетов, 4-й Украинский фронт  С 20.10.1943 по 12.05.1944 - из районов Пологи-Липовка-Федоровка-Кронсфельд-Темеш совершил 37 боевых вылетов. Прибалтийский фронт С 18.08.1944 по 4.10.1944 из районов Усадище-Поповка - 21 боевой вылет. 1-й Прибалтийский фронт С 4.10.1944 по 8.02.1945 – из районов Осула-Шайдов-Вайгово – 17 боевых вылетов. 2-й Прибалтийский фронт С 8.02.1945 по 1.04.1945 – из района Бугеняй – 13 боевых вылетов. 
Эффективность его ударов неоднократно подтверждалась наземными войсками, за что он получил две благодарности от командующего Южным фронтом, одну – от командующего 4-м Украинским фронтом, одну – от командующего 2-м Прибалтийским фронтом. Эффективность ударов подтверждают также экипажи контроля и фотоснимки. 
31.07.1943 года в составе группы 6 Ил-2 вылетел на штурмовку танков танковой группы «Мертвая голова» в район балки Ольховчик, где по данным разведки находилось до 40 танков с целью прорыва нашей обороны. При подходе к линии фронта группа была атакована 4 истребителями Ме-109. Штурмовики сомкнули свой боевой порядок и, отсекая истребителей противника огнем из пушек и пулеметов, пробились к цели. Маневрируя в зоне сплошного зенитного огня, летчики обрушили бомбовый груз на танки. Штурмовка продолжалась в течение 15 минут, было сделано 4 захода. Лично тов. Бараненко прямым попаданием бомб ПТАБ сжег 2 танка. Контратака противника была сорвана, все летчики этого вылета получили благодарность от командующего фронтом Маршала Советского Союза Толбухина. 
20.08.1943 года нашими войсками была прорвана оборона противника на реке Миус. Группа из 12 Ил-2, в составе которой был тов. Бараненко, вылетела для нанесения удара по танковой группировке противника, угрожавшей фланговым ударов по нашим танковым частям, устремившимся в прорыв. Ее прикрывало до 16 истребителей Ме-109 и большое количество зенитной артиллерии. Еще над своей территорией группу атаковали 8 Ме-109, связавшие боем истребителей прикрытия. Штурмовики пошли на цель одни. Преодолев зону сильного зенитного огня, тов. Бараненко пробился к цели и сбросил свои бомбы по танкам. Тов. Бараненко уничтожил 2 танка и до 20 солдат противника. В результате этого удара группой было сожжено и подбито 13 танков, угроза флангового удара была ликвидирована. Участникам штурмовки была объявлена вторая благодарность командующего фронтом Маршала Советского Союза Толбухина. 
29.08.1043 года тов. Бараненко вылетел в составе группы из 6 Ил-2 на уничтожение транспортных самолетов на аэродроме Таганрог, предназначенных для эвакуации войск окруженной группировки противника. На подходе к цели группу встретил мощный зенитный огонь «Эрликонов». Тов. Бараненко, прорвавшись через зенитный огонь, с пикирования пушечно-пулеметным огнем зажег 1 самолет Ю-52. После отхода от цели тов. Бараненко на берегу Миусского залива увидел скопление автомашин. Атаковав его, уничтожил 2 автомашины и до 20 солдат и офицеров. 
10.10.1943 года в составе группы из 6 Ил-2 вылетел на уничтожение танков и самоходных орудий «Фердинанд» в район Трудо-Любимовка, где эти самоходные орудия в течение 5 суток сдерживали продвижение наземных войск. Группа зашла на 15 км в тыл противника, развернулась и с тыла ударила по «Фердинандам, находившимся на юго-западной окраине Трудо-Любимовки. Первый удар был внезапным, ведущий группы и тов. Бараненко накрыли своими бомбами два «Фердинанда». Затем противник открыл сильный зенитный огонь. Пробиваясь через него, штурмовики сделали 4 захода. Тов. Бараненко в этом вылете уничтожил два «Фердинанда». В результате штурмовки наши наземные войска овладели Трудо-Любимовкой. 
21.12.1943 года в сложных метеоусловиях в составе группы 4 Ил-2 вылетел на уничтожение танков, прорвавшихся к нас пункту Днепровка. Штурмовики вышли точно на цель и, несмотря на сильный заградительный огонь «Эрликонов», атаковали ее. Тов. Бараненко, рискуя не только быть подбитым зенитным огнем, но и подорваться на собственных бомбах, снизился до 70-100 м и сбросил бомбы на цель. Сразу загорелись 3 танка. Летчики видели, как их стоя приветствовала наша пехота. Штурмовка происходила на глазах командующего 8-й Воздушной армией генерал-полковника Хрюкина. Весь состав группы, в том числе тов. Бараненко, был награжден орденами Красного Знамени. 
25.12.1943 года в составе 6 Ил-2 вылетел на нанесение удара по стратегически важной переправе через Днепр у населенного пункта Большая Лепетиха, по которой снабжались войска противника на никопольском плацдарме. Переправа был подводной, что затрудняло ее обнаружение. Несмотря на плохие метеоусловия, снегопад, сильный зенитный огонь, летчики нашли переправу. Группа совершила 4 захода на цель. Тов. Бараненко подавил огонь 5 зенитных орудий и уничтожил до 20 солдат противника. Группа успешно выполнила задание и без потерь возвратилась на аэродром. 
11.4.1944 года в составе группы 8 Ил-2 тов. Бараненко вылетел на уничтожение отступающей колонны автомашин с грузами, техникой и живой силой в район станции Ишунь. При перелете линии фронта летчики увидели на встречном курсе 16 бомбардировщиков Ю-88 под прикрытием Ме-109, Ме-110 и ФВ-190. Вслед за ведущим тов. Бараненко врезался в строй бомбардировщиков и с первой же прицельной очереди поджег одного из них. Боевой порядок немецких машин расстроился, и они повернули домой. Штурмовики, снизившись до бреющего полета, внезапно выскочили на станцию Ишунь, куда подошла колонна из 80 автомашин, стали в круг и в течение 25 минут, несмотря на сильное противодействие зенитной артиллерии, расстреливали и бомбили колонну. Тов. Бараненко в результате произведенных 8 заходов израсходовал весь боекомплект, уничтожив 6 автомашин, до 30 солдат и офицеров. 
12.4.1944 года в группе 12 Ил-2 вылетел на штурмовку истребительного аэродрома на мысе Херсонес. Тов. Бараненко была поставлена задача – уничтожать зенитные точки на аэродроме. Штурмовики имели прикрытие – 8 истребителей ЛаГГ-3. Однако истребители противника еще при подлете к линии фронта связали их боем. Группа пошла на цель без прикрытия, и у цели была встречена сильнейшим зенитным огнем. Тов. Бараненко сумел в одном заходе производить по 3-4 атаки. Пренебрегая опасностью, обеспечивал работу остальных экипажей. Отходя от цели, меткой очередью он зажег бомбардировщик Ю-87. В этом вылете подавил огонь 4 зенитных орудий, уничтожил 1 бомбардировщик, расстрелял до 20 солдат и офицеров. 
15.4.1944 года группа 6 Ил-2 (заместитель ведущего – тов. Бараненко) вылетела для нанесения удара по Северной бухте города Севастополь, где находились основные пакгаузы с продовольствием и боеприпасами. При подходе к цели группа была встречена сосредоточенным огнем зенитной артиллерии всех калибров. Самолет ведущего был подбит и ушел на свою территорию. Энергично и умело маневрируя в зоне огня, тов. Бараненко принял командование группой на себя. Управляя группой по радио, он пробился к цели и с первого захода прямым попаданием бомб взорвал склад с боеприпасами. В исключительно трудных условиях, увлекая за собой остальные экипажи, сделал три захода на цель. Группой было уничтожено 3 склада с боеприпасами и два пакгауза. После выполнения задания тов. Бараненко привел группу на аэродром без потерь. 
17.4.1944 года тов. Бараненко в составе группы 12 Ил-2 вылетел для штурмовки истребительного аэродрома на станции Джанкой. По насыщенности зенитной артиллерией это был один из самых мощных районов в Крыму. Только беззаветное мужество и виртуозное мастерство помогли тов. Бараненко пробиться к цели и прицельной серией бомб накрыть стоянку самолетов противника. В этом вылете он уничтожил 2 самолета – ФВ-190 и Ме-109. Штурмовики находились в зоне огня 12 минут, но самолет Бараненко пробоин не имел, что говорит о его великолепном мастерстве. 
19.4.1944 года в составе группы 6 Ил-2 вылетел, имея цель – бухту Казачья, где, по данным разведки, находились 34 баржи с эвакуированными из Севастополя войсками противника. Преодолев зону сплошного заградительного огня, штурмовики атаковали цель. Тов. Бараненко прямым попаданием бомб потопил 1 баржу. 
27.9.1944 года в плохих метеоусловиях тов. Бараненко вылетел на разведку боем в тыл противника, в район шоссейной дороги Сигулда – Рига. В процессе полета передавал аэродромной рации разведданные. При перелете линии фронта прямым попаданием «Эрликона» из левой плоскости было вырвано 1,5 м обшивки, выведена из строя воздушная система, повреждено шасси. Рискуя возможностью быть сбитым из любого вида оружия, тов. Бараненко на подбитой машине залетел в тыл противника на 30 км обстрелял автоколонну, уничтожив 3 автомашины, и, привезя ценные разведданные, вернулся на свой аэродром. При посадке отлично сел на одну ногу и спас самолет. 
12.12.1944 года вылетел ведущим группы 8 Ил-2 для нанесения удара по переднему краю обороны противника в район Помпали. У цели группу атаковали 12 ФВ-190. Бараненко, управляя группой по радио, сомкнул свой боевой порядок. Штурмовики встретили «фоккеров» сосредоточенным огнем. В результате воздушного боя один летчик и 3 воздушных стрелка сбили по одному ФВ-190. Группа потерь не имела. 
Тов. Бараненко – мастер штурмового удара, отличный воздушный боец и бомбардир, имеющий особенно большой опыт по истреблению танков и самоходных орудий. Радист 1-го класса, полностью использующий радио в воздушном бою. Бьет врага смело, решительно и наверняка. За последнее время совершил в качестве ведущего 35 успешных боевых вылетов. За образцовое выполнение боевых заданий командования на фронте борьбы с немецко-фашистскими захватчиками и проявленные при этом беззаветное мужество и отвагу, за нанесенный большой урон противнику в живой силе и технике, за произведенные 128 успешных боевых вылетов на штурмовку живой силы и техники противника на самолете Ил-2, за неоднократные воздушные бои с истребителями противника достоин высшей правительственной награды – присвоения звания «Герой Советского Союза». 
Командир 947 штурмового Севастопольского полка гвардии подполковник Мордовцев 16 мая 1945 года.

### После войны
После окончания войны продолжал службу в ВВС. В 1947 году окончил Краснодарскую высшую офицерскую школу штурманов ВВС. С 1953 года капитан В. Я. Бараненко - в запасе. Жил в Краснодаре. Умер 22 июня 1975 года. Похоронен на Славянском кладбище Краснодара.

## Награды
Награждён орденом Ленина (15.05.1946), 3 орденами Красного Знамени (8.10.1943; 17.01.1944; 26.11.1944), орденом Отечественной войны 2-й степени (25.05.1944), медалями.

## Память
- Имя Героя высечено золотыми буквами в зале Славы Центрального музея Великой Отечественной войны в Парке Победы города Москвы
- На могиле (Славянское кладбище, Краснодар) установлен надгробный памятник
- Именем Героя названа одна из улиц Хасавюрта,Краснодара